# 利康洋行青岛分行
36°04′48.4″N 120°19′00.2″E / 36.080111°N 120.316722°E
利康洋行青岛分行旧址，又称宝隆洋行旧址、丹麦驻青岛领事馆旧址，位于中国山东省青岛市市北区馆陶路28号，约建于1911年，最初为德商利康洋行在青岛分支机构的办公楼旧址，后来曾为青岛总商会会址，1930年代至1950年代初为1930年代为丹麦公司宝隆洋行所使用，由于宝隆洋行青岛分行经理兼任丹麦驻青岛领事，该建筑因此也成为丹麦驻青岛领事馆馆址。1949年后曾为青岛市棉麻供应站所使用。现为山东省文物保护单位青岛馆陶路近代建筑的一部分。

## 历史
德商利康洋行（Sander, Wieler & Co.）青岛分行约成立于1900年代中期，原设于大沽路、中山路海恩大楼对面，该行在青岛主要经营进出口、保险、航运代理。1910年10月，利康洋行买下馆陶路广东路路口西北角的地块，并于约1911年在此新建办公楼。有说法称该楼为中国设计师张静芙设计。1914年日德青岛战役后该行停业。

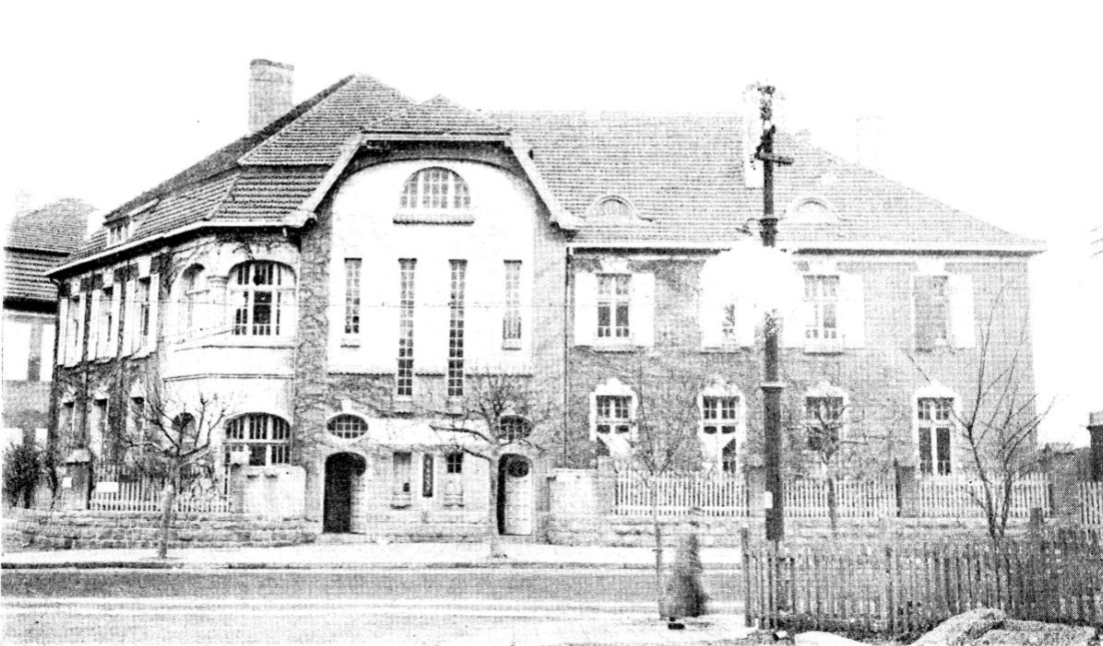
《接收青岛纪念写真》收录的利康洋行旧址，时为青岛总商会会址

约1920年代初，该建筑为青岛总商会会址。其后改由丹麦公司宝隆洋行使用。学者鲁海称青岛宝隆洋行成立于1922年，最初设于汇丰银行青岛分行楼内，1925年迁此，另有说法认为宝隆洋行1922年设于此处。宝隆洋行主要经营进出口贸易，进口钢铁器材、大米、面粉、木材、棉花、麻袋、橡胶等，出口花生及花生制品、芝麻、杏仁等土特产，以及代理北欧各国轮船公司。 1931年11月16日，丹麦驻青岛领事馆成立，青岛宝隆洋行经理赵亨生（H. V. Johansen，又名周杭逊）兼任领事。1949年6月青岛解放后，宝隆洋行一度参与私营进出口商联营组织。1952年，青岛宝隆洋行停业，丹麦驻青岛领事馆撤销，赵亨生于12月17日离青。
1952年后，该楼改为青岛市商业局招待所。1953年1月，国营中国食品出口公司青岛分公司成立曾在该址成立。1975年，该建筑改为山东省棉麻公司青岛采购供应站，1988年成立青岛市青棉贸易公司，1990年改为青岛市棉麻公司。2000年列入第一批青岛市历史优秀建筑名单。2006年12月7日，该建筑成为山东省文物保护单位青岛馆陶路近代建筑的一部分。2007年该楼改为小港边防派出所。此后该楼曾为一家青年旅舍使用，该旅舍约2020年停业闲置，2023年经整修后改由青岛市北城市建设投资有限公司使用。

## 建筑特色
利康洋行青岛分行旧址占地面积3266.68平方米，建筑面积650平方米，平面不规则形，砖石木结构，地上2层，地下1层，附设阁楼。花岗岩砌基，外墙为凸凹面沾灰墙，红瓦屋顶。主入口位于东侧，设椭圆窗，其上方以竖长窗衬托，顶部起山墙。街角处一层为券式窗，二层为券式阳台，以小石柱支撑。室内设木制楼梯、地板。